# Telpek
Telpek (con similitudes al papaja del Cáucaso) es una gorra tradicional utilizada por los hombres turcomanos que habitan Turkmenistán.
El telpek es un voluminoso tocado hecho de cuero de oveja lanuda que le da apariencia de peluca grande aunque liviana. Toma el color de la lana de la oveja, marrón, blanco o negro. Por lo general debajo del telpek los hombres llevan un casquete sobre su cabeza afeitada. El conjunto sirve de protección y aislante del calor intenso en sus travesías por el desierto y los cambios climáticos.
El "telpek", como elemento de la vestimenta de los turcomanos, personifica el orgullo y la nobleza. Según un proverbio popular en Turkmenistán "un sombrero es usado no por calor sino por honor. Si no tienes a nadie con quien hablar, habla con tu telpek".
Su fabricación se ha mantenido e incluso se producen nuevos modelos, más refinados usados en ocasiones solemnes, más altos (hasta 25 a 30 cm) y de largos cabellos sedosos. La mayoría de los hombres de edad mediana y avanzada prefieren pieles de tonos marrón y negros con vetas de plata. Los jóvenes los prefieren blancos.